# Hemigaster fulvipes
Hemigaster fulvipes är en stekelart som först beskrevs av Cameron 1899.  Hemigaster fulvipes ingår i släktet Hemigaster och familjen brokparasitsteklar. Inga underarter finns listade i Catalogue of Life.